# Henschel Hs 126
O Henschel Hs 126 foi um avião de reconhecimento e observação monoplano, monomotor de asa alta alemão de dois lugares, usado pela Luftwaffe durante a Segunda Guerra Mundial. Ele foi derivado do Henschel Hs 122.
A Alemanha já possuía vários aviões de reconhecimento e observação de curto e longo alcance. Mais tarde na Guerra, ele foi usado como rebocador de planadores e em missões de ataque ao solo noturnas, mas a produção do Hs 126 foi encerrada em 1941, e o modelo retirado de serviço em 1942.

## Operadores
Estado Independente da Croácia
 Força Aérea do Estado Independente da Croácia
 Estónia
Força Aérea da Estônia
 Alemanha
Luftwaffe
 Grécia
Força Aérea Real Helênica
 Espanha
Força Aérea Espanhola